# 苦丁茶

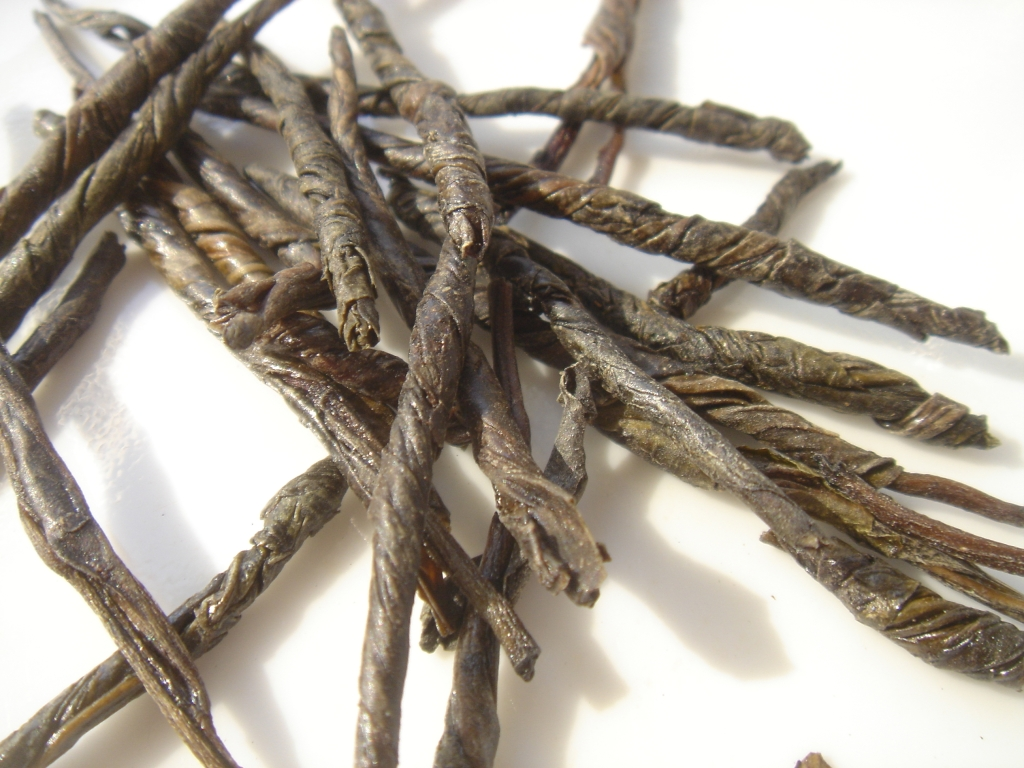
苦丁茶

苦丁茶是一种中国传统草本茶，主要产于中国南方地区，以冬青科冬青属或木犀科女贞属部分植物的叶片为原料加工而成，其中又以大叶冬青制成的苦丁茶为佳。以前亦有用枸骨嫩叶作为苦丁茶的，但现在一般被当作是伪品。
苦丁茶味苦而回甘，含有较高的黄酮类化合物，具有一定保健功效。